# 大怪獸卡美拉：重生
《大怪獸卡美拉：重生》（英語：GAMERA -Rebirth-）是一部2023年的日本原創網路動畫，改編自《卡美拉》系列。由角川多玩国、ENGI製作。該劇集是《卡美拉》系列的第一部動畫作品，於2023年9月7日在Netflix上全球發布。

## 概要
1989年夏天，小學六年級的波可、純一、喬迎來了小學生涯最後的暑假。每個人心中都有對未來模糊不清的不安。
駐日美軍司令官的兒子布洛迪出現在三人的面前，奪走了他們存下的現金。憤怒的波可等人決定策劃一個行動來奪回金錢。正當他們準備執行這個行動的時候，卻突然發生了一場危機，一隻名叫加歐斯的怪獸突然襲擊了東京，將城市變成廢墟。四人驚恐地站在廢墟中。
就在加歐斯準備襲擊他們時，一隻巨大的怪獸出現了，它的名字叫做卡美拉。這標誌著四人「怪獸之夏」的開始。

## 聲演角色
- 波可（和多大輝） - 金元壽子
- 喬（松田了） - 松岡禎丞
- 純一（市原純） - 豐崎愛生
- 布洛迪（道格拉斯·肯·奧斯本） - 木村昴
- 詹姆斯·田崎 - 宮野真守
- 艾蜜可·梅奇歐里 - 早見沙織
- 佐佐木大隊長 - 櫻井孝宏

## 登場怪獸
- 卡美拉
- 加歐斯
- 加卡
- 吉古拉
- 基龍
- 拜拉斯

## 製作人員
- 原作 - KADOKAWA[5]
- 原案、導演 - 瀬下寛之
- 副導演- 井手惠介[5]
- 系列構成 - 豬原健太、瀨古浩司、瀨下寛之[5]
- 劇本 - 豬原健太、瀨古浩司、山田哲彌、瀨下寛之[5]
- 角色設計 - 田村篤[5]
- 怪獸設計 - 髙濵幹[5]
- 製作設計 - 田中直哉、費迪南多·帕圖利[5]
- 機械設計 - 帆足タケヒコ[5]
- 動畫導演 - こうじ[5]
- 造型監督、光畫監督 - 片塰滿則
- 首席工程師 - 田中満[5]
- 導演 - 石間祐一[5]
- CG監督 - 戸田貴之、元木パウロ[5]
- 骨骼監督 - 砂村洋平[5]
- 環境監督 - 中村葉月[5]
- 動畫監督 - こうじ、比嘉一博[5]
- 特效監督 - 宮台直也[5]
- 技術監督 - 帆苅哲[5]
- 編輯 - 肥田文[5]
- 音響監督 - 岩浪美和[5]
- 音樂 - 片山修志[5]
- 音樂製作人 - 若林豪、水鳥智栄子
- 製片人 - 田村淳一郎、吉岡宏起、金丸裕、白石照明、德村憲一、佐野純子
- 製作線製片人 - 松隈喬平[5]
- 製作製片人 - 飯島哲[5]
- 製作 - ENGI[5]
- 製作 - GAMERA Rebirth製作委員會（KADOKAWA、飒美、BANDAI SPIRITS）

## 製作
2022年11月16日，角川宣布製作一部名為《大怪獸卡美拉：重生》的全新卡美拉系列，並計劃在全球範圍內通過Netflix發布。這一計劃是由曾執導《平成卡美拉》三部曲的導演金子修介提出的。儘管在金子提出項目時，角川已經在進行其他新項目的籌備工作，但金子對這個新項目表現出了堅定的支持。
在2022年11月18日至20日期間的Tamashii Nation 2022活動上，一款卡美拉的模型首次展出，並在活動期間發布了一份特別報紙，上面包含了卡美拉新項目的相關信息。
2023年2月，角川正式公開了該系列的演員陣容和製作團隊。該系列將由ENGI動製作，由瀨下寬幸擔任導演，他此前曾與多邊角動畫共同執導過《哥吉拉》動畫三部曲，飯島哲擔任製作製片人，田村篤負責角色設計，髙濵幹則負責怪獸設計。2023年1月，發布了一則預告片，其中簡短地展示了該系列的一些畫面，並透露該系列將由六集組成，還包括五個額外的敵役怪獸。3月，角川公開了一張新的重要視覺海報、劇情簡介以及完整的預告片。
9月7日，TOHO Games宣布即時策略遊戲《哥吉拉戰線》將於《大怪獸卡美拉：重生》展開合作，並公開由西川伸司重新繪製的合作紀念插圖。一部由カンブリア爆発太郎繪製的改編漫畫將於2023年9月8日在角川書店的Young Ace UP網站上連載。

## 主題曲
「夏暁」
- 演唱：WANIMA / 作詞・作曲：KENTA、編曲：WANIMA

### 片尾曲
「FLY & DIVE」
- 演唱：WANIMA / 作詞・作曲：KENTA、編曲：WANIMA

## 外部連結
- 官方網站 （页面存档备份，存于）
- 互联网电影数据库（IMDb）上《Gamera: Rebirth》的资料（英文）
- Gamera -Rebirth-（動畫）在動畫新聞網百科全書中的資料（英文）